# Pupalia micrantha
Pupalia micrantha är en amarantväxtart som beskrevs av Lucien Leon Hauman. Pupalia micrantha ingår i släktet Pupalia och familjen amarantväxter. Inga underarter finns listade i Catalogue of Life.